# Manuel Rivera y Muñoz
Manuel Rivera y Muñoz (* 16. Juni 1859 in Santiago de Querétaro, Mexiko; † 2. Mai 1914 ebenda) war ein mexikanischer Geistlicher und römisch-katholischer Bischof von Querétaro.

## Leben
Manuel Rivera y Muñoz empfing am 19. Mai 1883 durch den Bischof von Querétaro, Ramón Camacho y García, das Sakrament der Priesterweihe.
Am 14. November 1904 ernannte ihn Papst Pius X. zum Titularbischof von Carpasia und bestellte ihn zum Koadjutorbischof von Querétaro. Der Bischof von Querétaro, Rafael Sabás Camacho y García, spendete ihm am 22. Januar 1905 in der Kathedrale San Felipe Neri in Santiago de Querétaro die Bischofsweihe; Mitkonsekratoren waren der Bischof von León, Leopoldo Ruiz y Flóres, und der Bischof von Tabasco, Francisco Maria Campos y Angeles. Manuel Rivera y Muñoz wurde am 11. Mai 1908 in Nachfolge des verstorbenen Rafael Sabás Camacho y García Bischof von Querétaro.